# Grant Park (Chicago)
Grant Park é um grande parque público da cidade de Chicago, Illinois, que ocupa grande parte da área do Loop e abriga algumas das maiores atrações turísticas da região. Possui uma área de 1,29 km² e abriga o Millennium Park, o Museu Field de História Natural e o Art Institute of Chicago. Em 4 de novembro de 2008, o parque recebeu Barack Obama para seu discurso da vitória.